# Orion (Illinois)
Pour les articles homonymes, voir Orion.
Orion est un village du comté de Henry dans l'Illinois, aux États-Unis,. Situé à l'est du comté, il est incorporé le 27 août 1894.

## Démographie
Lors du recensement de 2010, le village comptait une population de 1 861 habitants. Elle est estimée, en 2016, à 1 825 habitants.

## Source de la traduction
- (en) Cet article est partiellement ou en totalité issu de l’article de Wikipédia en anglais intitulé « Orion, Illinois » (voir la liste des auteurs).